# Bolago, Libano e Barp
Bolago, Libàno e Barp sono tre frazioni di circa 850 abitanti del comune di Sedico (provincia di Belluno).
Tali paesi, facenti parte della Parte Alta del comune, sono tre entità ben distinte ma all'ora attuale è ormai difficile per la gente non avvezza ai posti comprenderne chiaramente i confini, soprattutto tra Bolago e Libàno, viste le opere di urbanizzazione degli ultimi decenni.
Le località sopracitate sono unite dalla strada comunale che sale all'altezza dell'intersezione della Strada regionale 203 Agordina (SR 203) con la Strada regionale 204 (SR 204).

## Geografia fisica

### Territorio
Poste nella parte più settentrionale del territorio comunale, le frazioni confinano a est, oltre il torrente Gresal, con il comune di Belluno (frazione di Giazzoi), a sud con la frazione di Mas ed a ovest con la frazione di Peron, e verso nord con il Parco Nazionale delle Dolomiti Bellunesi; distano a eguale distanza da Sedico e Belluno (circa 8 km).
Le tre località si sviluppano sui primi declivi della dorsale della Pala Alta, cima facente parte del Gruppo dello Schiara (Dolomiti Meridionali di Zoldo) massiccio che rimane a nord: ciò permette ai paesi di avere verso sud un ampio panorama sulla Valbelluna, con un soleggiamento che non è praticamente ostacolato dalle montagne.
I principali corsi d'acqua passanti per i paesi sono il torrente Gresal (affluente del Piave) e il Salega, che si immette nel torrente Cordevole all'altezza dell'abitato di Vignole.

## Storia

### Epoca romana
Basandosi sui toponimi, è di probabile origine romana quello di Libàno (desinenza "ano" come nello stesso comune Bribàno e Longàno) in quanto si riferisce alla colonizzazione romana.

### Medioevo
Testimonianze dirette dell'esistenza delle tre frazioni ci giungono sicuramente almeno a partire dal Basso Medioevo, come riscontrabile dalla loro presenza in varie cartine e mappe del tempo.
Ogni paese in generale aveva il suo signorotto, che viveva in una specie di casa-fortezza provvista di torre; di queste, restano poche testimonianze (a Barp per esempio), difficilmente riconoscibili per aver subito delle radicali trasformazioni dopo l'ordine di Venezia del 1421 di abbattere ogni torre nella provincia. Le famiglie nobiliari prendevano il nome dal luogo dove risiedevano; così vi erano i da Libàno, i Barpi, ecc.
A partire dal Basso Medioevo anche gli abitanti del comune di Sedico si organizzarono in Regole, che garantivano un governo della cosa pubblica e della vita comunitaria del territorio delle frazioni. Compito della Regola era quello di provvedere alla viabilità, alla sistemazione degli argini dei torrenti, all'assegnazione di legname, dei pascoli, dei territori da sfalciare e, inoltre, provvedere ai principali bisogni della Chiesa.

### Età moderna
Il territorio del comune, fino all'arrivo di Napoleone, risulterà diviso nettamente in due, con la Parte Alta appartenente al Pedemonte e quella Bassa alla Pieve di Sedico.
A livello dell'economia locale, era importante l'industria delle mole, estratte nella zona tra Libano e Tisoi (comune di Belluno) e che venivano esportate in tutta Europa. Il materiale veniva estratto dalle grotte (le buse mole), con un lavoro faticoso e nocivo per la salute (silicosi) e poi era manipolato all'aperto. Quelle mole, di arenaria, erano molto rinomate tanto da essere esportate in tutto il bacino del Mediterraneo e addirittura nell'Arcipelago britannico. Venivano usate per affilare gli arnesi metallici. Per le fucine, dove si affilavano anche coltelli, ne venivano prodotte apposite di grandi dimensioni. Erano trasportate a Belluno su carri per essere poi caricate sulle zattere provenienti dal Cadore e dirette a Venezia attraverso il Piave.

### Eta contemporanea
La storia più recente delle frazioni parla, a partire dalla seconda metà del XIX secolo e della famigerata tassa sul macinato, come per tutto il comune ed il Bellunese, di ondate di emigrazione verso le Americhe (Stati Uniti, Argentina e Brasile) negli anni '80 e '90 dell'Ottocento e ancora agli inizi del Novecento.
Durante la Seconda Guerra Mondiale dopo l'8 settembre 1943 la provincia di Belluno, insieme all'Alto Adige ed il Trentino, fu occupata da parte dei nazisti nella Operationszone Alpenvorland - Zona di operazioni delle Prealpi, appendice del Terzo Reich, sotto il comando del Gauleiter Franz Hofer. Numerose furono le bande di partigiani che si scontrarono con l'esercito tedesco e con il "Corpo di Sicurezza Bellunese" (CSB) e che in comune di Sedico spesso trovarono rifugio nelle montagne come la Pala Alta.

## Monumenti e luoghi d'interesse

### Architetture religiose

#### La parrocchiale

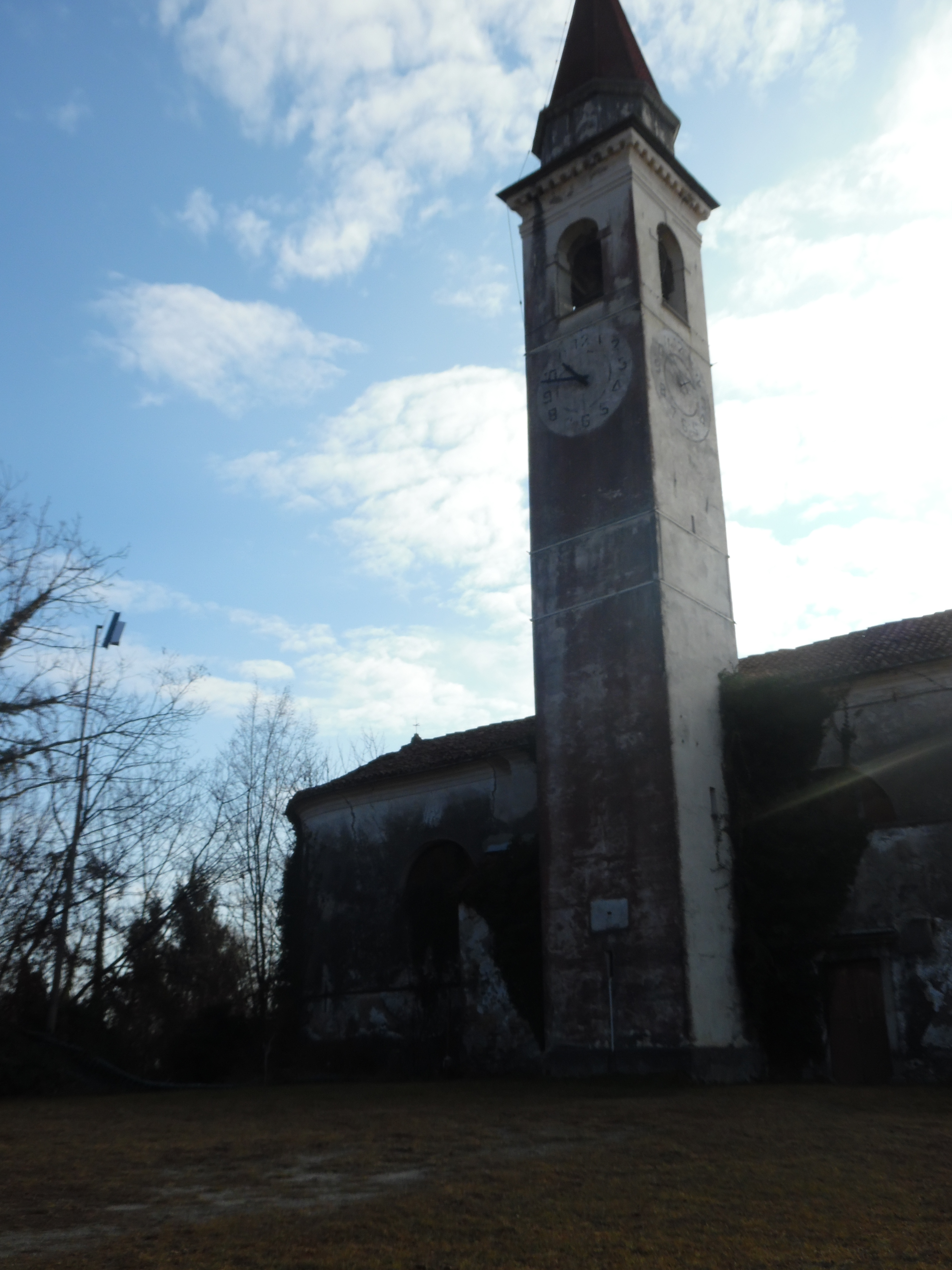
Ex-parrocchiale di Libàno

L'attuale parrocchiale ha sede nella chiesa dei Santi Faustino e Giovita, posta nell'abitato di Bolago. La posa della prima pietra fu fatta il 30 ottobre 1898; la consacrazione dell'edificio ultimato ebbe luogo il 16 luglio del 1901.

#### L'antica chiesa

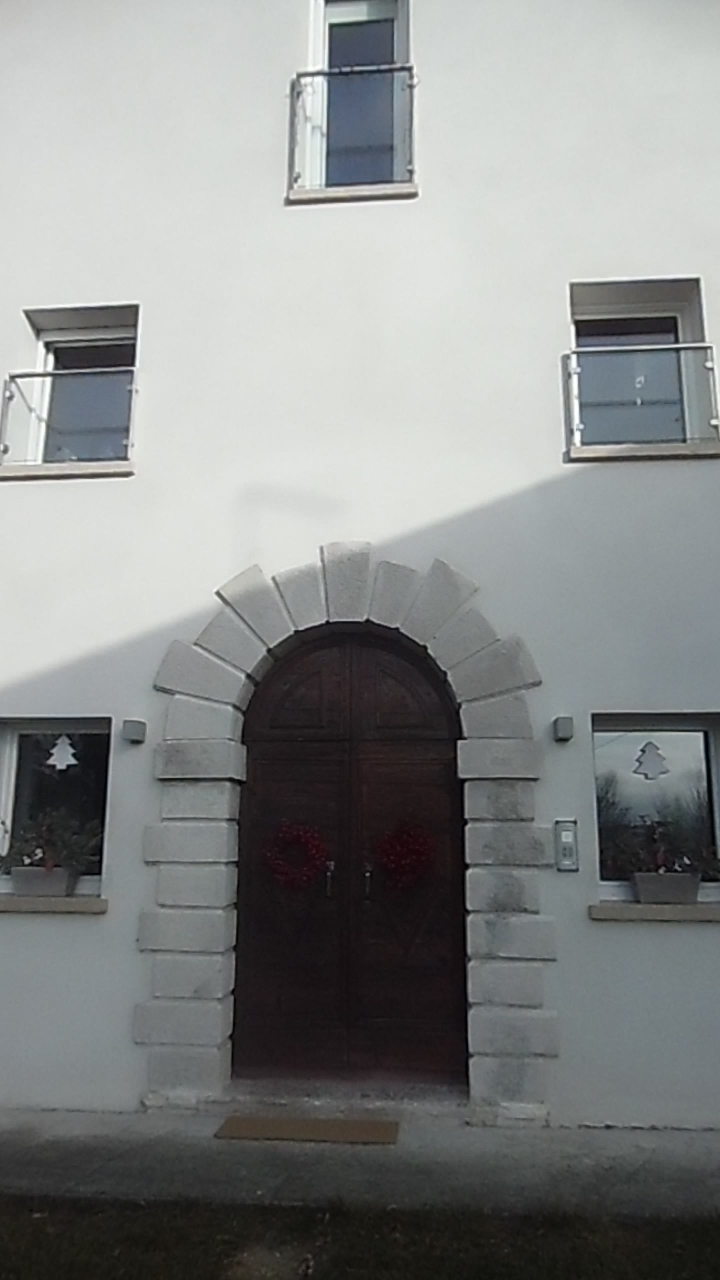
Facciata restaurata della chiesetta di Valdenere

La vecchia chiesa di Libàno, in località Valdenere, parrocchiale dal 1784 (anno di istituzione della parrocchia) al 1901 (consacrazione della nuova chiesa a Bolago), è sconsacrata e abbandonata da anni. Una prima struttura adibita a chiesa nello stesso luogo potrebbe risalire ai secoli VIII-IX, come testimonierebbe un pluteo (ora al museo civico di Belluno). Non si può nemmeno escludere la sua edificazione su un precedente tempio romano, come lascerebbe intendere una lapide che riporta il nome di Flavio Ostilio Sertoriano. Le prime notizie scritte, riportate dallo storico Giorgio Piloni, si riferiscono al 1346. All'interno della chiesa si possono osservare i resti di affreschi attribuiti a Marco da Mel, del 1524. Il suo campanile, tuttora funzionante per le chiamate alle funzioni e per l'orologio, è ben visibile da tutto il fondovalle a distanza di chilometri.
I fondi finanziari della parrocchia e quelli della curia diocesana non sono sufficienti per un restauro; a ciò vuole contribuire il Circolo ricreativo e culturale “San Giorgio”, che dal 2014 è alla ricerca di fondi che permettano un recupero dell'edificio.
Nel 1963, all'indomani della tragedia del Vajont, la chiesa di Libano ospitò alcune salme recuperate lungo la Piave, come testimoniato da alcune foto d'epoca.

#### Chiesetta di Valdenere
Accanto alla vecchia parrocchiale sorgeva la piccola chiesa di Valdenere. L'attuale edificio risale al secolo XVIII: venduto nel 1940 dalla Diocesi di Belluno-Feltre, è sconsacrato ed adibito ad abitazione privata.
Lo storico Giorgio Piloni (1539-1611) ricorda un vescovo di Belluno, tale Felice, vissuto nel periodo della guerra goto-bizantina, sepolto nella chiesetta di Valdenere tra Bolago e Barp, dove si era ridotto ad abitare per stare lontano dagli Arianni. Questa notizia ha avuto conferma grazie al ritrovamento avvenuto in tale località nel 1762 di un coperchio di sarcofago a baule, databile per l'appunto al VI secolo, recante l‟iscrizione + FELIX. EPS; tale sarcofago fu in seguito andato perduto, ma ce ne resta un'immagine grazie a Francesco Monaco, incisore del Settecento

#### Oratorio della Beata Vergine Annunziata
Edificio posto in località Bolago, viene usato ancora durante alcune messe infrasettimanali.

#### Chiesetta di S. Giovanni Battista
Piccola struttura sita in località Libano, dedicata a San Giovanni Battista, presenta al suo interno un pregevole affresco detto Ultima Cena con gamberi di Giovanni da Mel, figlio d'arte del pittore Antonio Rosso.

#### Chiesetta di S. Andrea
La piccola chiesa di Barp, dedicata a Sant'Andrea Apostolo, fu luogo di ritrovo tra il XV secolo e il 1806 della Confraternita della Beata Vergine di Valdenere (che officiava nella chiesetta di Valdenere). Tale associazione promuoveva il culto e l'assistenza ai poveri.

#### Chiesetta di San Giorgio
Il santuario di San Giorgio si trova in un'area boschiva a quota 1300 m s.l.m. tra la cime della Pala Alta e il monte Peron, su uno sperone di roccia ben visibile dal fondo valle sotto la Ponta de San Giorgio (1355 m s.l.m.). L'edificio è di dimensioni modeste, a pianta rettangolare, contenente tra l'altro un altare intagliato nel legno e dipinto (XVII sec.). Testimonianze dell'esistenza della struttura sono state ritrovate in un lascito testamentario del 1398.
Localmente, la chiesetta ricopriva un ruolo importante. A questo santuario venivano infatti condotti coloro (soprattutto bambini) che non potevano o volevano mangiare formaggio. Essendo tale prodotto alla base dell'alimentazione degli abitanti della zona, il non potersi cibarsene era di conseguenza considerato come una disgrazia, da risolvere con un'ascesa a San Giorgio.

### Architetture civili

#### Villa Coletti, Doglioni, Reolon-Nardin
In località Libàno, si tratta di un complesso del secolo XVII con morfologia ad "L", in mediocre stato di conservazione, il cui lato lungo è occupato dai corpi a due livelli degli annessi rustici e il lato corto dal corpo padronale rettangolare su tre piani. All'interno sono visibili tracce di decorazioni ad affresco.

#### Villa Erizzo Araldi, De Bertoldi
Anch'essa in località Libàno, è separata da Villa Doglioni dalla strada comunale. Eretto nel XVIII secolo, è un complesso costituito dal corpo padronale di forma rettangolare su tre livelli a cui si affianca, formando una struttura ad "L", un annesso rustico; ad ovest si trova un piccolo giardino. È in ottimo stato di conservazione e fornisce alcune aule alla scuola elementare dei paesi.

#### Antico lavatoio
Sito in località Barp, è stato oggetto di restauro nell'anno 2013 grazie ad un contributo GAL per la tutela del patrimonio rurale.

### Aree naturali

#### Parco Nazionale delle Dolomiti Bellunesi

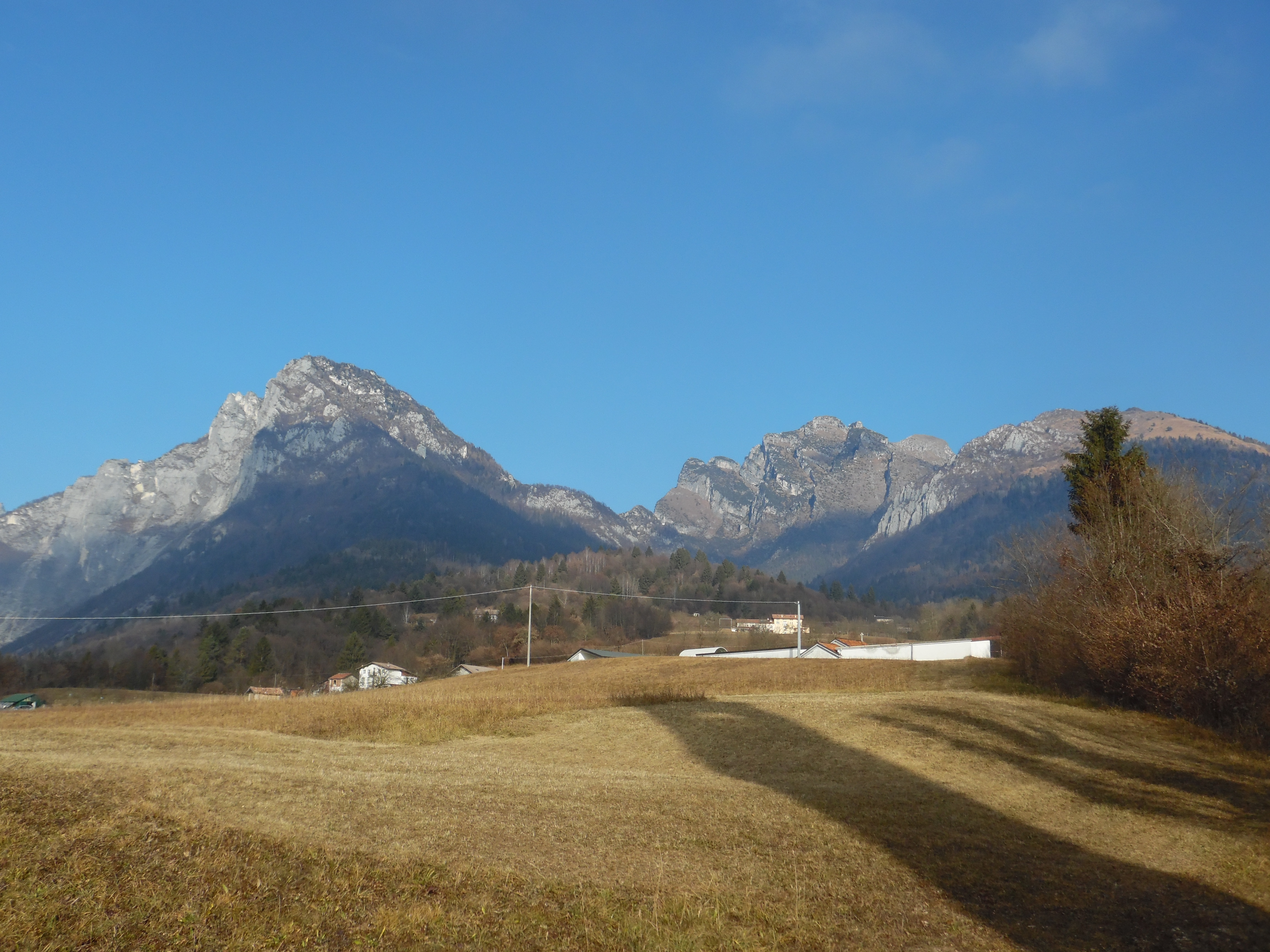
Panorama sui monti Peron, Pala Alta e Talvena dalla ex-parrocchiale di Libàno

Il Parco Nazionale delle Dolomiti Bellunesi comprende il territorio che si sviluppa lungo i pendii dei monti Peron e Pala Alta, a nord dell'abitato di Barp, a partire dal luogo detto Pian di Fraina.

#### Pala Alta
La vetta più importante e caratteristica sui cui declivi sorgono le tre frazioni è la Pala Alta (1933 m s.l.m.), raggiungibile dalla località detta Pian de Fraina (950 m s.l.m.) in circa 2,30 - 3 ore.

#### Pian dei Castaldi
In località Pian Dei Castaldi, poco sopra Barp, a quota 750 m s.l.m., sorge l'omonima baita che grazie al “Comitato Baita al Pian dei Castaldi” propone durante i mesi estivi numerose manifestazioni sportive e ricreative

## Cultura

### Istruzione

#### Scuole
A Bolago sono presenti una scuola dell'Infanzia comunale e una scuola elementare (quest'ultima con sede distaccata a Libàno presso Villa De Bertoldi).

### Musica
Coro San Giorgio, con sede a Libàno.

## Geografia antropica

### Frazioni principali
- Bolago, si trova a 7 km da Sedico, con un'altitudine media di 475 metri s.l.m. Vi ha sede la Chiesa Parrocchiale dei Santi Faustino e Giovita.
- Libàno, ad un'altitudine media di 530 metri s.l.m., è posto a circa 8 km da Sedico.
- Barp, è un insediamento di circa 200 abitanti ad un'altitudine media di 600 metri s.l.m. Ottima vista su tutta la Valbelluna nella parte alta del paese. Si trova a 9 km da Sedico.

#### Altre località del territorio
Sommaval, Casoni, Case Sparse e Prade (tra Bolago e Mas), i Comui (tra Sommaval e Peron), Pian di Fraina e Pian dei Castaldi (a nord di Barp).

## Infrastrutture e trasporti

### Mobilità urbana
La linea extraurbana di corriere dell'azienda Dolomitibus serve le tre frazioni sulla tratta Belluno-Libàno-Barp-Mas.

## Sport
A Libàno di Sedico si trova il campo storico della squadra calcistica San Giorgio ("i lancieri biancorossi"), che nel 2013 si è fusa con il Sedico per formare l'Union San Giorgio Sedico, che si è ulteriormente fusa nel 2021 con le compagini di Belluno e della Feltrese per formare la squadra Dolomiti Bellunesi Calcio. La squadra milita attualmente nel campionato di Serie D (girone C).